# هیجکن
هیجکن (به هلندی: Hijken) یک منطقهٔ مسکونی در هلند است که در میدن-درنته واقع شده‌است. هیجکن ۶۴۰ نفر جمعیت دارد.